# マレーヒヨケザル
マレーヒヨケザル (Galeopterus variegatus) は、東南アジアに生息する、四肢の間の皮膜を使って滑空する哺乳類の1種である。ムササビなどに似るが、ムササビの属する齧歯目ではなく、皮翼目ヒヨケザル科に分類される。本種のみでマレーヒヨケザル属を構成する。

## 分布
インドシナ半島、マレー半島、スマトラ島、ジャワ島、ボルネオ島などに生息。

## 形態
体長33–42cm、翼開長65–75cm。頭部は身体に比して小さく、吻端は丸い。眼が大きく視覚が発達しているが、耳介は小さい。切歯はヒヨケザル特有の、櫛状の形態になっている。
体毛は短く、全体的に灰色がかった茶色である。背中は赤あるいは灰色がかっており、明るい灰色の斑があるものもいる。これは、かれらの生活の場である樹上においては地衣類に覆われた樹表に似た配色となり、保護色として機能すると推定される。皮膜は首と四肢、尾の間に張られ、凧型となる。

## 生態
海岸沿いから標高100m程の山地にかけての森林に、樹上で群れを作って暮らす。夜行性あるいは薄明薄暮性であり、夕暮れから夜明けにおいて活発に活動する。食性は植物食。櫛状の切歯で蜜や樹液などを濾しとって食べる。
妊娠期間は約60日。一回に一頭の幼獣を産む。

## 分類
フィリピンヒヨケザルと同属（Cynocephalus）とする説もあるが、2000年以降は独立した属（Galeopterus）として区別されている。
マレーヒヨケザルはジャワ島、ボルネオ島、マレー半島の三集団に大別されるが、遺伝子解析の結果各々別種と言っても良い程に遺伝的に隔離している事が判明している。